# Viticuso
Viticuso település Olaszországban, Lazio régióban, Frosinone megyében. Lakosainak száma 304 fő (2023. január 1.). Viticuso Acquafondata, Cervaro, Pozzilli, San Vittore del Lazio, Vallerotonda és Conca Casale községekkel határos.

## Népesség
A település lakossága az elmúlt években az alábbi módon változott:
| Lakosok száma | 338  | 324  | 304  |
|               | 2017 | 2018 | 2023 |